# Гринберг, Исаак Моисеевич
Исаак Моисеевич Гринберг (1897 — 1938) — начальник политической части и член Военного совета 1-й авиационной армии резерва главного командования, корпусной комиссар (1935).

## Биография
Родился в еврейской семье мелкого торговца. Окончив гимназию, сменил разные работы, в том числе давал частные уроки. С юных лет включился в революционную работу, в 1917 участвовал в создании юношеских организаций социалистической молодежи. В декабре 1917 работал секретарём уездного отдела народного образования. Член РКП(б) с января 1918. До апреля 1919 был на подпольной работе в Крыму. В Красной армии с июля 1919 по партийной мобилизации. В годы Гражданской войны находился на партийно-политической работе в войсках Восточного фронта, политбоец Коммунистического батальона под Тобольском, политрука, помощника начальника политического отдела Тюменского гарнизона. С мая 1920 в войсках Южного фронта инспектор политического отдела 13-й армии. С июня 1920 по март 1921 военком 21-й кавалерийской дивизии.
После Гражданской войны на ответственных должностях политического состава в сухопутных войсках и ВВС РККА. В 1921—1922 начальник политического отдела 18-й и 20-й стрелковых дивизий, а также 1-го Кавказского корпуса. До октября 1922 начальник политического отдела 2-й Черниговской кавалерийской дивизии, с октября того же года военком и начальник политического отдела этой дивизии. С июля 1924 помощник командира 1-го конного корпуса червонного казачества по политической части. С сентября 1924 военком и начальник политического отдела 15-й Сивашской стрелковой дивизии. С июня 1925 по сентябрь 1926 начальник организационного отдела политического управления Северо-Кавказского военного округа. С сентября 1926 по июль 1927 слушатель Курсов усовершенствования высшего политического состава при Военно-политической академии имени Н. Г. Толмачёва. С сентября 1927 начальник организационного отдела политического управления Сибирского военного округа. С февраля 1929 старший инспектор 1-го отдела Политуправления РККА. В 1931—1933 помощник командира 19-го стрелкового корпуса по политической части. С апреля 1933 заместитель начальника политического управления Ленинградского военного округа по работе в ВВС и мотомехчастях. С апреля 1936 помощник командующего по политической части и начальник политического отдела авиационной армии особого назначения (АОН). С мая 1937 член Военного совета 1-й авиационной армии резерва главного командования.
Проживал в Москве в Доме правительства (улица Серафимовича, дом 2, квартира 439).
Внесён в сталинский список по представлению Н. И. Ежова. Приговорён Военной коллегией Верховного суда СССР 29 июля 1938 по обвинению в участии в военном заговоре к ВМН и расстрелян в тот же день. 28 марта 1957 определением Военной коллегии Верховного суда СССР посмертно реабилитирован.
Жена — Эмма Михайловна Гринберг-Орловская (1900 г.р.) в сентябре 1938 года была осуждена как член семьи изменника Родины к восьми годам лагерей.